# Євменій Александрійський
Євменій Александрійський - сьомий папа і патріарх Александрійський, правив з 129 по 141 роки. Євменій був одним з найшанованіших християн в Александрії, Єгипет.

## Біографія
Євменія обрали в липні (Авіб) 129 року під час правління імператора Адріана. Він був наступником Папи Юстина, як на посаді декана Александрійської богословської школи так і на посаді Патріарха Александрійського.
Під час керування Патріархатом, Євменій висвятив кількох єпископів і послав їх проповідувати, і поширювати вчення про спасіння, в усі провінції Єгипту, Нубії та у Пентаполіс.
За Євменія гоніння на християн посилилися, і багато хто загинув через християнську віру. Після тринадцяти років правління він помер 9-го дня Баби (19 жовтня) 141 року.